# Supercopa espanyola de bàsquet femenina 2021
La Supercopa LF Endesa 2021 fou la dinovena edició de la Supecopa espanyola de bàsquet femenina. Se celebrà el 18 i 19 de setembre de 2021 al Pavelló d'Esports Santiago Martín de San Cristóbal de La Laguna i fou organitzada per la Federació Espanyola de Basquetbol. El torneig es disputà amb les restriccions d'aforament i els protocols sanitaris de prevenció de risc de contagi del COVID-19. Hi competiren el Perfumerias Avenida, com a campió de Lliga espanyola 2020-21, l'Spar Girona, com a campió de la Copa de la Reina 2021, el Valencia Basket i el Tenerife, com a equip amfitrió. La competició inicià la temporada 2021-22 del bàsquet femení estatal.

## Quadre de competició
|  | Semifinals                 | Semifinals      |                            |    | Final | Final |
|  |                            |                 |                            |    |       |       |
|  | 18 de setembre 17:00 UTC+0 |                 |                            |    |       |       |
|  |                            |                 |                            |    |       |       |
|  | Spar Girona                | 61              |                            |    |       |       |
|  | Spar Girona                | 61              | 19 dw setembre 21:00 UTC+0 |    |       |       |
|  | Perfumerias Avenida        | 63              |                            |    |       |       |
|  | Perfumerias Avenida        | 63              | Perfumerias Avenida        | 63 |       |       |
|  | 18 dw setembre 19:30 UTC+0 |                 | Perfumerias Avenida        | 63 |       |       |
|  |                            | Valencia Basket | 81                         |    |       |       |
|  | Tenerife                   | Valencia Basket | 81                         | 58 |       |       |
|  | Tenerife                   |                 |                            | 58 |       |       |
|  | Valencia Basket            | 68              |                            |    |       |       |
|  | Valencia Basket            | 68              |                            |    |       |       |

## Semifinals

### Spar Girona vs Perfumerias Avenida
| 18 de setembre de 2021 17:00 UTC+0 Informe Notícia | Spar Girona                                                                           | 61–63 | Perfumerias Avenida                                                               | Pavelló d'Esports Santiago Martín, San Cristóbal de La Laguna Àrbitres: Paula Lema Parga, Asunción Langa de Martín i Javier Ávila Zurita |
| 18 de setembre de 2021 17:00 UTC+0 Informe Notícia | Resultats per quarts: 17-16, 14-13, 16-19, 14-15                                      |       |                                                                                   | Pavelló d'Esports Santiago Martín, San Cristóbal de La Laguna Àrbitres: Paula Lema Parga, Asunción Langa de Martín i Javier Ávila Zurita |
| 18 de setembre de 2021 17:00 UTC+0 Informe Notícia | Pts: Gardner 17 Rebs: Drammeh, Flores, Labuckiene 5 Assist: Drammeh 4 Val: Drammeh 17 |       | Pts: Hof 19 Rebs: Rodríguez 9 Assist: Rodríguez, Cazorla, Domínguez 3 Val: Hof 22 | Pavelló d'Esports Santiago Martín, San Cristóbal de La Laguna Àrbitres: Paula Lema Parga, Asunción Langa de Martín i Javier Ávila Zurita |

### Tenerife vs València Basket
| 18 de setembre de 2021 19:30 UTC+0 Informe | Tenerife                                                             | 58–68 | València Basket                                                           | Pavelló d'Esports Santiago Martín, San Cristóbal de La Laguna Àrbitres: Asier Quintas Álvarez, Sandra Sánchez González i Daniel Checa Nebot |
| 18 de setembre de 2021 19:30 UTC+0 Informe | Resultats per quarts: 10-22, 15-15, 15-16, 18-15                     |       |                                                                           | Pavelló d'Esports Santiago Martín, San Cristóbal de La Laguna Àrbitres: Asier Quintas Álvarez, Sandra Sánchez González i Daniel Checa Nebot |
| 18 de setembre de 2021 19:30 UTC+0 Informe | Pts: Pina 13 Rebs: Tikvic, Montenegro 6 Assist: Ocete 4 Val: Pina 17 |       | Pts: Ouviña 15 Rebs: Trahan-Davis 7 Assist: Romero, Gil 2 Val: Carrera 18 | Pavelló d'Esports Santiago Martín, San Cristóbal de La Laguna Àrbitres: Asier Quintas Álvarez, Sandra Sánchez González i Daniel Checa Nebot |

## Final
| 19 de setembre de 2021 18:00 UTC+0 Informe | Perfumerias Avenida                                                    | 63–81 | València Basket                                               | Pavelló d'Esports Santiago Martín, San Cristóbal de La Laguna Àrbitres: Enrique Miguel López Herrada, Asunción Langa de Martín i Javier Ávila Zurita MVP: Cristina Ouviña (VAL) |
| 19 de setembre de 2021 18:00 UTC+0 Informe | Resultats per quarts: 24-22, 9-22, 15-21, 15-16                        |       |                                                               | Pavelló d'Esports Santiago Martín, San Cristóbal de La Laguna Àrbitres: Enrique Miguel López Herrada, Asunción Langa de Martín i Javier Ávila Zurita MVP: Cristina Ouviña (VAL) |
| 19 de setembre de 2021 18:00 UTC+0 Informe | Pts: Fasoula 17 Rebs: Hof, Evans 8 Assist: Domínguez 3 Val: Fasoula 15 |       | Pts: Casas 15 Rebs: Ouviña 12 Assist: Ouviña 4 Val: Ouviña 25 | Pavelló d'Esports Santiago Martín, San Cristóbal de La Laguna Àrbitres: Enrique Miguel López Herrada, Asunción Langa de Martín i Javier Ávila Zurita MVP: Cristina Ouviña (VAL) |